# Лакруа (місячний кратер)
Кра́тер Лакруа́ (лат. Lacroix) — великий стародавній метеоритний кратер у південній материковій частині видимого боку Місяця. Назва присвоєна на честь французького математика Сільвестра Франсуа Лакруа (1765—1843) та затверджена Міжнародним астрономічним союзом у 1935 році. Утворення кратера відбулось у нектарському періоді.

## Опис кратера

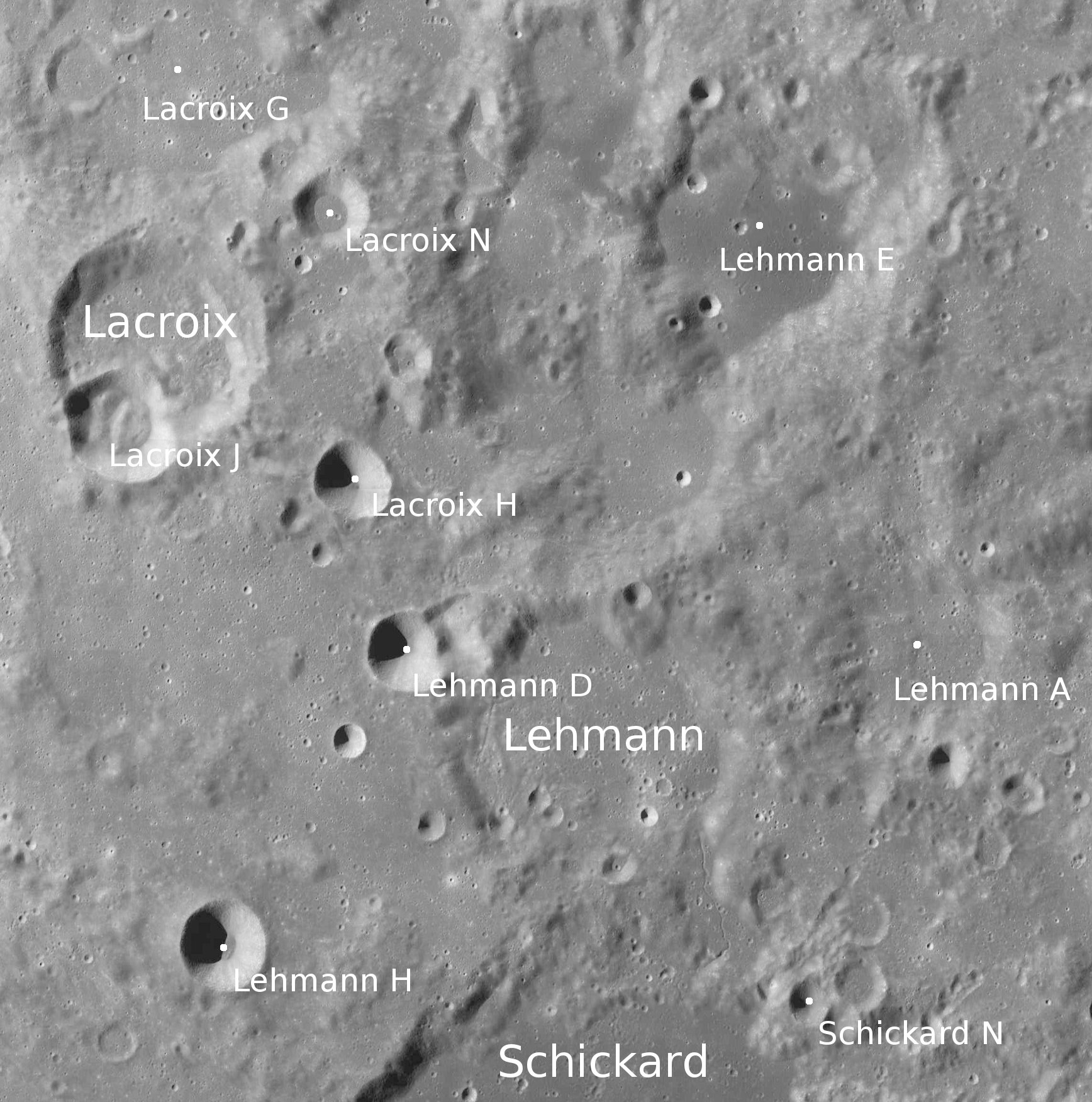
Околиці кратера Лакруа. Світлина зонда Lunar Reconnaissance Orbiter.

Найближчими сусідами кратера є кратер Піацці на заході; кратер Вієт на півночі північному сході; кратер Дреббель на сході південному сході; кратер Леманн на південному сході і кратер Шіккард на півдні південному сході.
Селенографічні координати центра кратера 37°56′ пд. ш. 59°12′ зх. д. / 37.93° пд. ш. 59.2° зх. д., діаметр 36,1 км, глибина 2,36 км.
Кратер Лакруа має циркулярну форму і є помірно зруйнований. Південно-західна частина чаші перекривається сателітним кратером Лакруа J (див. нижче). Вал є добре окресленим, внутрішній схил має уступ у східній частині. Висота валу над навколишньою місцевістю сягає 1000 м, об'єм кратера становить приблизно 1000 км³. Дно чаші є відносно рівним і має центральний пік.

## Сателітні кратери

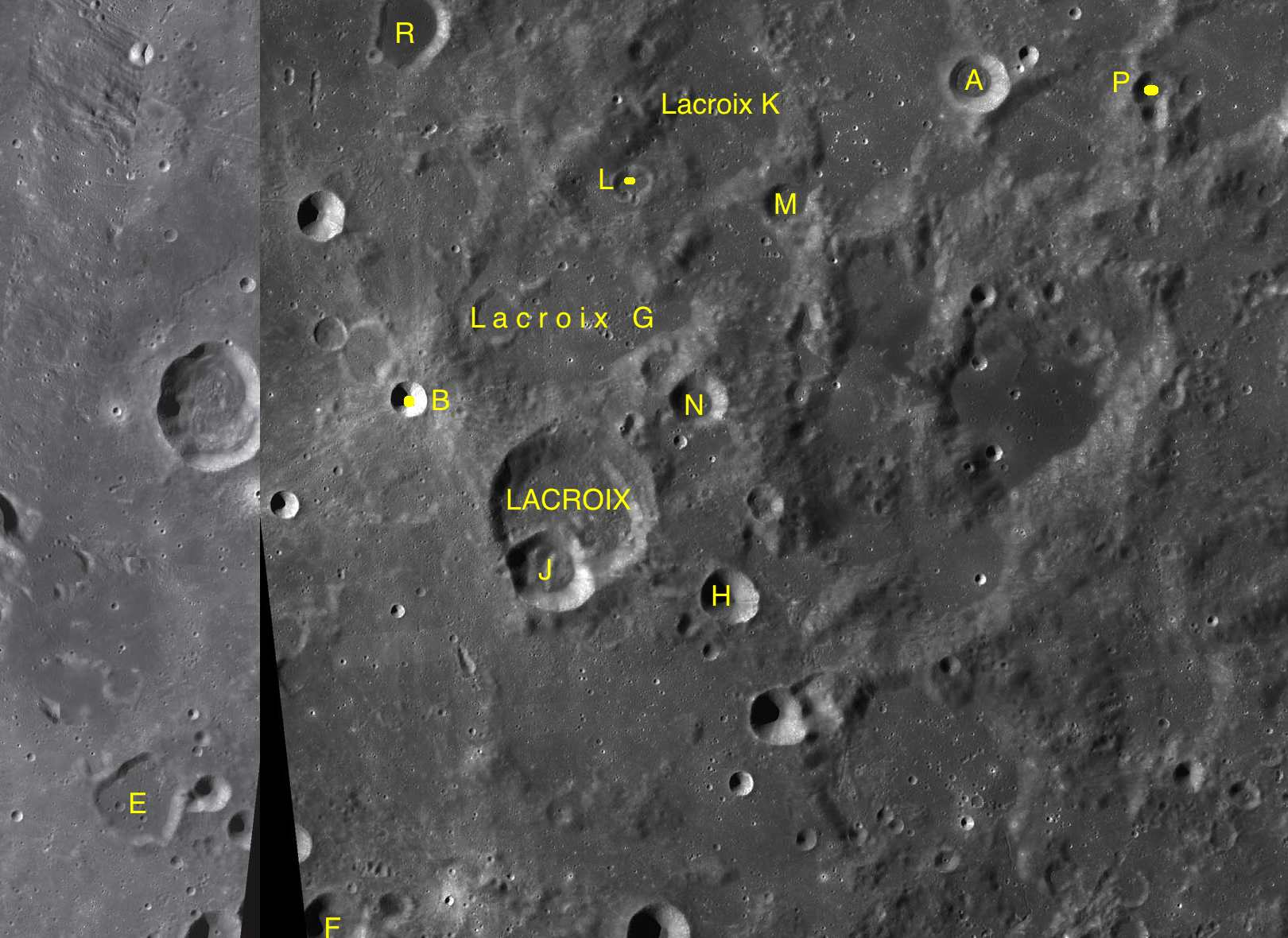
Фрагменти мап LAC-109, LAC-110

| Лакруа | Координати                                                | Діаметр, км |
| ------ | --------------------------------------------------------- | ----------- |
| A      | 35°07′ пд. ш. 55°20′ зх. д. / 35.11° пд. ш. 55.34° зх. д. | 13,2        |
| B      | 37°04′ пд. ш. 60°34′ зх. д. / 37.06° пд. ш. 60.56° зх. д. | 8,1         |
| E      | 39°58′ пд. ш. 63°02′ зх. д. / 39.97° пд. ш. 63.03° зх. д. | 20,3        |
| F      | 40°43′ пд. ш. 61°44′ зх. д. / 40.72° пд. ш. 61.73° зх. д. | 14,5        |
| G      | 36°37′ пд. ш. 59°15′ зх. д. / 36.62° пд. ш. 59.25° зх. д. | 48,8        |
| H      | 38°40′ пд. ш. 57°50′ зх. д. / 38.66° пд. ш. 57.84° зх. д. | 12,9        |
| J      | 38°22′ пд. ш. 59°26′ зх. д. / 38.37° пд. ш. 59.43° зх. д. | 20,1        |
| K      | 35°09′ пд. ш. 57°46′ зх. д. / 35.15° пд. ш. 57.76° зх. д. | 43,6        |
| L      | 35°40′ пд. ш. 58°25′ зх. д. / 35.67° пд. ш. 58.41° зх. д. | 8,7         |
| M      | 35°54′ пд. ш. 57°06′ зх. д. / 35.9° пд. ш. 57.1° зх. д.   | 12,6        |
| N      | 37°15′ пд. ш. 57°59′ зх. д. / 37.25° пд. ш. 57.98° зх. д. | 12,8        |
| P      | 35°13′ пд. ш. 53°51′ зх. д. / 35.22° пд. ш. 53.85° зх. д. | 8,3         |
| R      | 34°26′ пд. ш. 60°13′ зх. д. / 34.44° пд. ш. 60.22° зх. д. | 19,2        |